# NSS-11
O NSS-11 (anteriormente denominado de GE-1A, AAP-1 e Worldsat 1)  é um satélite de comunicação geoestacionário europeu construído pela Lockheed Martin que está localizado na posição orbital de 108 graus de longitude leste e é operado pela SES World Skies divisão da SES. O satélite foi baseado na plataforma A2100AX e sua expectativa de vida útil era de 15 anos.

## História
O satélite de telecomunicações GE-1A foi projetado e construído pela Lockheed Martin Commercial Space Systems (LMCSS) para a Americom Asia-Pacific  (AAP), uma joint venture entre a GE Americom e Lockheed Martin Global Telecommunications.
O GE-1A é um satélite de alta potência composto por 28 transponders em banda Ku ativos. Ele opera em 108 graus de longitude leste e possui três vigas que cobrem a China; Nordeste da Ásia e das Filipinas e Sul da Ásia, incluindo a Índia.
No início de 2004, AAP-1 foi transferido para a Worldsat LLC, uma nova subsidiária da SES Americom como Worldsat 1, mas foi renomeado para AAP-1 novamente no início de 2005. Em março de 2007, o satélite foi transferido para a SES New Skies e renomeado para NSS-11.

## Lançamento
O satélite foi lançado com sucesso ao espaço no dia 1 de outubro de 2000, às 22:00 UTC, por meio de um veículo Proton-K/Blok-DM3, a partir do Cosmódromo de Baikonur, no Cazaquistão. Ele tinha uma massa de lançamento de 3.552 kg.

## Capacidade e cobertura
O NSS-11 está equipado com 28 transponders em banda Ku e 24 em banda C para fornecer áudio, vídeo direct-to-home e transmissão de dados na Índia, China e Filipinas.